# Cucumis anguria
Espèce
Synonymes
- Cucumis anguria var. anguria[1]
- Cucumis echinatus Moench[1]
- Cucumis longipes Hook.f.[1]
- Cucumis macrocarpus Wender. ex Mart.[1]
- Cucumis parviflorus Salisb.[1]

Cucumis anguria, le concombre des Antilles, « concombre piquant » en Guyane, ti-concombre ou macissis, est une espèce de plantes à fleurs dicotylédones de la famille des Cucurbitaceae, originaire d'Afrique australe.
C'est une plante herbacée annuelle, monoïque, aux tiges rampantes ou grimpantes pouvant atteindre 2,5 mètres de long. Les fruits sont des baies ellipsoïdes de 3 à 4 cm de long, jaunes à maturité.
Cette plante africaine est arrivée en Amérique lors de la traite négrière et a été domestiquée aux Antilles, sous la forme de la variété, Cucumis anguria var. anguria, aux fruits non-amers consommés comme des concombres.

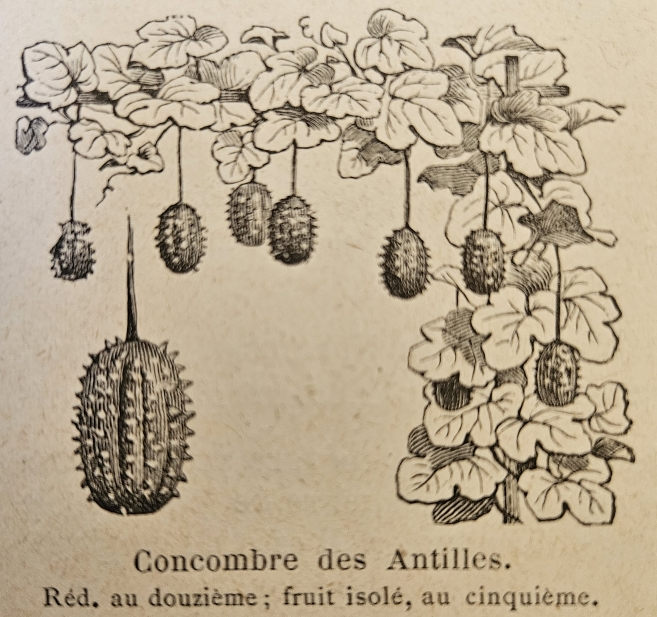
Concombre des Antilles publié dans Les Plantes potagères Vilmorin 1925.

## Liste des variétés
Selon NCBI (23 février 2021) :
- Cucumis anguria var. anguria
- Cucumis anguria var. longipes (Hook.f.) A.Meeuse
- Cucumis anguria var. longaculeatus J.H.Kirkbr.